# Appius Claudius Caecus

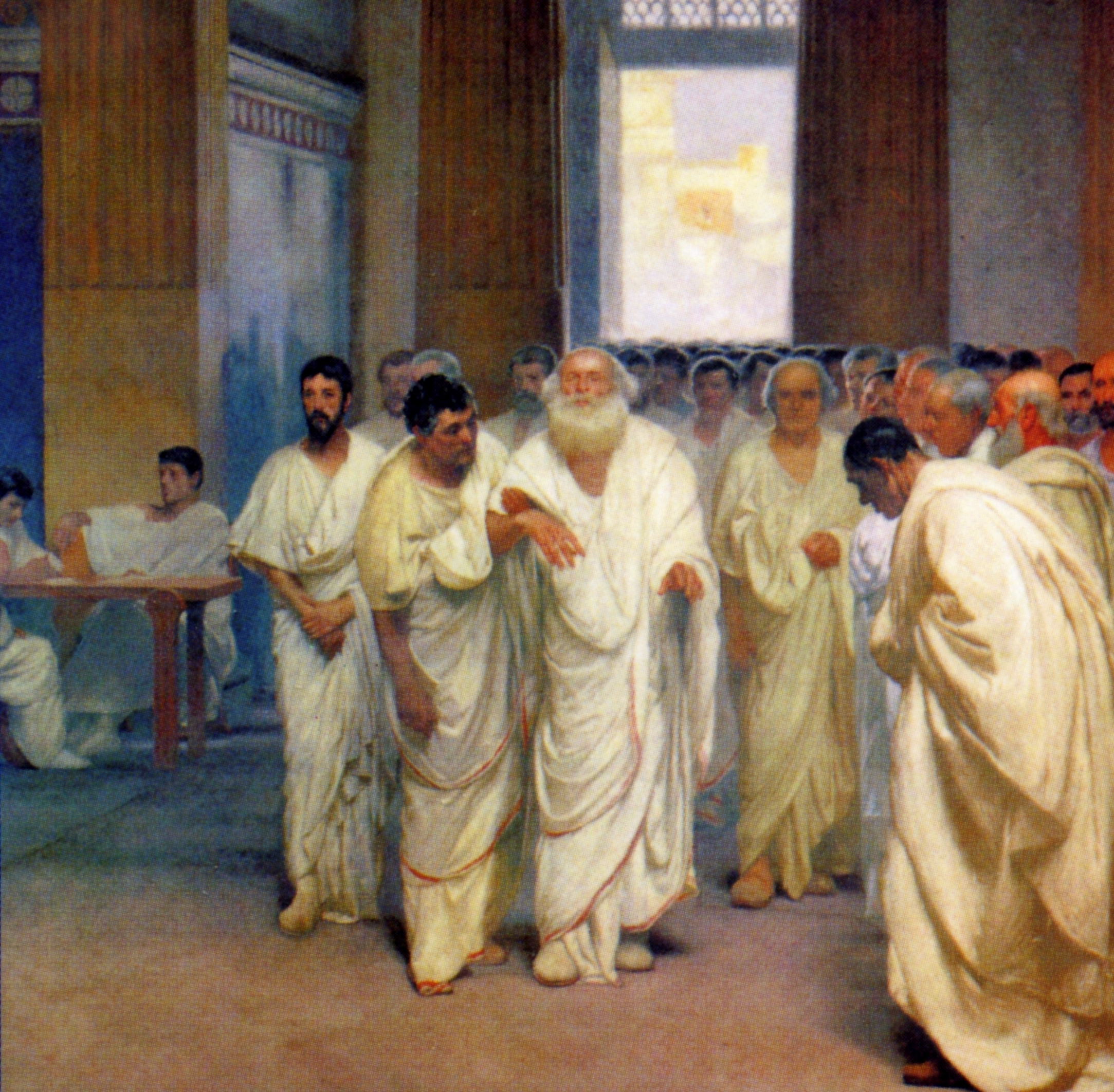

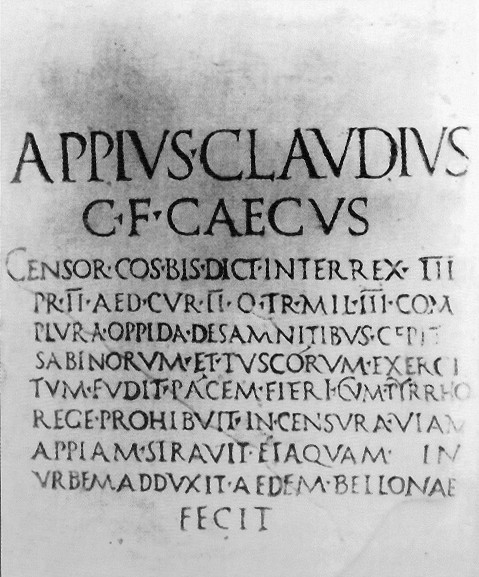
Copie d'une plaque commémorative élevée en l'honneur d'Appius Claudius Caecus. Le texte latin sur la plaque commence par ces mots :Appius Claudius C(ai) f(ilius) Caecus, c'est-à-dire « Appius Claudius, fils de Gaius ».

Appius Claudius Caecus, issu de la gens Claudia, fils de Caius Claudius Crassus, est un politicien et auteur romain. Censeur en 312 av. J.-C., consul en 307 et 296 av. J.-C., il est le premier écrivain latin connu, important à Rome certains des principes pythagoriciens. Il est selon l'historien E. Ferenczy, la "première personnalité pleinement historique dont l’activité conduit, tel un pont, des premiers siècles colorés de légendes de l’histoire romaine au terrain solide de l’évolution authentiquement historique".
Son activité de réforme des institutions, de l'armée, et sa politique édilitaire, frappèrent en effet durablement l'esprit de ses contemporains et la mémoire collective des Romains de l'époque médio-républicaine. Plusieurs constructions réalisées à son initiative portent ainsi son nom : la Via Appia, allant de Rome à Brindes, mais aussi l'Aqua Appia, premier aqueduc de Rome.

## Sources sur sa vie
Les sources littéraires anciennes qui évoquent la personnalité et l’activité d’Appius Claudius Caecus sont relativement nombreuses (plus d’une trentaine d’auteurs différents, aussi bien grecs que latins, sans compter quelques fragments d’Appius lui-même), mais dans l’ensemble souvent postérieures de plusieurs siècles à la vie du personnage. Le premier élément de sa carrière que l'on connaisse nous est donné par Varron, il s'agit de sa censure de 312 av. J.-C. ; le dernier élément de sa vie connu est quant à lui son discours au sujet de la guerre contre Pyrrhus, en 280 av. J.-C.
La source la plus ancienne au sujet d'Appius Claudius Caecus est l'auteur latin Ennius, conservé par fragments de ses Annales uniquement, notamment un passage rapporté par Cicéron. On peut ensuite mentionner L. Calpurnius Piso Frugi, puis C. Licinius Macer, qui composèrent des Annales entre la période des Gracques et la dictature de Sylla. Cicéron nous livre quelques allusions, mais c'est surtout à deux auteurs que l'on doit le plus d'informations : Diodore de Sicile, probablement sur la base de sources plus anciennes et Tite-Live, qu'on a souvent jugé plus fiable que Diodore au sujet d'Appius, qui constitue de fait la source majeure sur la question, même si la perte de la Deuxième Décade de l'Ab Urbe Condita nous prive du récit après 293 av. J.-C. Les sources de Tite-Live sont assez bien connues, puisqu'elles relèvent de l'annalistique récente, antérieure à la fin de la République : Q. Aelius Tubero, Q. Claudius Quadrigarius, C. Licinius Macer et Valerius Antias, par exemple.
L'essentiel des éléments rapportés de la vie d'Appius Claudius Caecus dans ces sources semble assez fiable, notamment du fait de la proximité chronologique entre la vie d'Appius et les premiers annalistes (seulement deux ou trois générations, rendant possible l'existence de transmissions orales directes). Une partie des informations sur sa vie a aussi pu parvenir aux auteurs postérieurs par le biais des archives familiales des Claudii, et ses privata monumenta. Par ailleurs, selon Michel Humm, son masque funéraire servit de modèle à différentes reproductions qui furent potentiellement exposées dans le temple de Bellone qu'il fit construire, sous forme d'imagines clipeata. Ces portraits de l'homme auraient servi de base à la statue en son honneur érigée par Auguste au sein de la galerie des summi viri du forum que le premier empereur fit bâtir à Rome. La statue était accompagnée d'une inscription en deux parties (dont une copie a été découverte à Arezzo)  :
- Un résumé de son cursus honorum : Appius Claudius C(ai) f(ilius) Caecus, censor, cons(ul) bis, dic(ator), interrex III, pr(aetor) II, aed(ilis) cur(ulis) II, q(uaestor), tr(ibunus) mil(itum) III. (Appius Claudius Caecus, fils de Caius, censeur, par deux fois consul, dictateur, interroi par trois fois, préteur, édile curule par deux fois, questeur, tribun militaire par trois fois)
- Une liste de ses hauts faits : Complura oppida de Samnitibus cepit, Sabinorum et Tuscorum exercitum fudit, pacem fieri cum Pyrrho rege prohibuit, in censura viam Appiam stravit et aquam in urbem adduxit, aedem Bellonae fecit. (« Il prit de nombreuses forteresses aux Samnites, défit les armées des Sabins et des Etrusques, empêcha la paix avec le roi Pyrrhus, fit paver la voie appienne quand il était censeur, apporta l'eau à la Ville, fit construire le temple de Bellone »).

Cet éloge est à replacer dans une tradition "claudienne", favorable, puisque les descendants d'Appius, formant la gens claudia, sont encore en place politiquement au tournant de notre ère, alliée à la gens Iulia de fait et ne comporte aucune allusion aux critiques du personnage que l'on peut retrouver dans les sources de la première annalistique. Selon Michel Humm, la composition même de cet éloge prend pour source les Viri illustres de C. Julius Hygin,,.
Si cette tradition historique claudienne, favorable à l'homme, est la plus historiquement construite et fiable, il existe une "légende noire" autour d'Appius Claudius Caecus, faisant de lui un homme arrogant, démagogue et réactionnaire, en écho aux stratégies et attitudes des Claudii de la fin de la république, qui ne pouvaient avoir eu pour modèle qu'un prototype similaire plus ancien, à savoir Caecus. C'est Tite-Live qui relaie assez clairement cette historiographie défavorable, probablement en écho aux auteurs de la première annalistique romaine. Mais cette légende noire semble aussi avoir des origines religieuses : le fils d'Appius Claudius Caecus, Publius Claudius Pulcher, est célèbre pour l'épisode des poulets sacrés à la bataille de Drépane. Méprisant les signes des dieux, il conduit avec arrogance à la destruction des armées de Rome. Selon Michel Humm, il existe une réelle "origine pontificale" (c'est-à-dire venant des collèges de prêtres de Rome) à cette méfiance vis-à-vis des Claudii.

## Biographie
Il est le constructeur de la voie Appienne (Via Appia), qui porte son nom, ainsi que de l'aqueduc Appia (Aqua Appia), constructions ordonnées lors de sa censure commune avec Caius Plautius Venno.
Ses œuvres littéraires ne sont connues que par fragments :
- Recueil de Sententiae (sentences) en vers saturniens ; Cicéron affirme qu'un poème lui "semble pythagoricien" (Tusculanes, IV, 4).
- Discours au Sénat contre les propositions de paix de Pyrrhus Ier (prononcé en 280 av. J.-C., mis par écrit et publié ensuite par Appius lui-même) : il réussit à convaincre les sénateurs de refuser le traité de paix car cet accord était à l'avantage de Pyrrhus et la guerre reprit ;
- Travaux de grammaire.
- De usurpationibus, ouvrage de droit privé et dont seul le titre est connu par un passage de Pomponius conservé dans le Digeste (1.2.2.36.).

Appius Claudius Caecus a en outre contribué à la publication de formules judiciaires (legis actiones) qui jusque-là étaient secrètes, connues du seul collège des pontifes. Ce recueil est connu sous le nom de Ius Flavianum.
On lui attribue à tort la découverte de la « pomme d'Api », mais il avait en fait rapporté de Grèce une autre variété de pomme, la pomme Appienne.
C'est l'un des premiers hommes d'Etat romain sur qui l'on ait des renseignements biographiques autres que légendaires. Sa cécité, considérée comme certaine par les anciens annalistes, est, en fait, improbable; cette méprise des anciens résulte du surnom qu'Appius Claudius avait hérité d'un ancêtre.
On sait qu'il fut censeur en -312, deux fois préteur, et deux fois consul (en -307 et en -296). Il fut également dictateur, et mena des campagnes contre les Samnites et les Etrusques.
Mais son nom brille surtout dans les activités civiles. C'est lui qui convertit le cens foncier en cens monétaire, pour l'obtention du droit de cité. Et c'est à son instigation que fut ouverte la voie menant de Rome à Brindes, à laquelle on donna d'ailleurs son nom : Via Appia. C'est lui aussi qui fit construire le premier aqueduc à Rome et le temple de Bellone.
Premier écrivain latin connu - il avait rédigé des sentences morales -, il apporta deux changements à la langue latine. Il mit à la mode la mutation du phonème "s" en "r", entre deux voyelles; et il détermina la suppression de la lettre "z" de l'alphabet latin.

## Descendance
Appius Claudius Caecus fut le père de plusieurs enfants dont:
- Appius Claudius Russus, consul en 268 av. J.-C.
- Tiberius Claudius Nero, mort jeune, mais grand-père paternel de Gaius Claudius Nero, consul en 207 av. J.-C. et de Tiberius Claudius Nero, consul en 202 av. J.-C.
- Publius Claudius Pulcher, consul en 249 av. J.-C.
- Caius Claudius Centho, consul en 240 av. J.-C.